# Anne Katrine Bang
Anne Katrine Bang, född den 6 januari 1966, är en norsk författare och historiker med doktorsgrad i arabisk historia. Hon debuterade 1997 som skönlitterär författare med romanen Kunsten å unnslippe. Hennes andra roman, Hold i virkeligheten (2003) är en fantasifull thriller som har delar av handlingen förlagd till Jemen. Tid i taushet (2006) är en roman som bland annat behandlar förtigande och sanning.